# سدیم فلوئورید
سدیم فلوئورید (به انگلیسی: Sodium fluoride) با فرمول شیمیایی NaF یک ترکیب شیمیایی با شناسه پاب‌کم ۵۲۳۵ است. که جرم مولی آن 41.988713 g/mol می‌باشد. شکل ظاهری این ترکیب، جامد سفید است.